# 弗龙罗伊特
弗龙罗伊特是德国巴登-符腾堡州的一个市镇。总面积46.08平方公里，总人口4512人，其中男性2303人，女性2209人（2011年12月31日），人口密度98人/平方公里。